# Старая Обрежа
Старая Обрежа (рум. Obreja Veche, Обрежа-Веке) — село в Фалештском районе Молдавии. Является административным центром коммуны Старая Обрежа, включающей также село Новая Обрежа.

## География
Село расположено на высоте 125 метров над уровнем моря.

## Население
По данным переписи населения 2004 года, в селе Обрежа-Веке проживает 2020 человек (991 мужчина, 1029 женщин).
Этнический состав села:
| Национальность | Число жителей | Процентный состав |
| -------------- | ------------- | ----------------- |
| молдаване      | 2014          | 99.7              |
| украинцы       | 3             | 0.15              |
| русские        | 2             | 0.1               |
| прочие         | 1             | 0.05              |
| Всего          | 2020          | 100 %             |